# Hemisphaeronotus bilobatus
Hemisphaeronotus bilobatus är en tvåvingeart som beskrevs av Saigusa 2007. Hemisphaeronotus bilobatus ingår i släktet Hemisphaeronotus och familjen svampmyggor. Inga underarter finns listade i Catalogue of Life.